# 普安蒂德里维埃 (上加龙省)
普安蒂德里维埃（法語：Pointis-de-Rivière）是法国上加龙省的一个市镇，属于圣戈当区（Saint-Gaudens）巴尔巴藏县（Barbazan）。该市镇总面积6.58平方公里，2009年时的人口为859人。

## 人口
普安蒂德里维埃人口变化图示